# Лобија Вичентина (Виченца)
Лобија Вичентина је насеље у Италији у округу Виченца, региону Венето.
Према процени из 2011. у насељу је живело 145 становника. Насеље се налази на надморској висини од 28 м.